# Диас, Луис (коста-риканский футболист)
Луис Марио Диас Эспиноса (исп. Luis Mario Díaz Espinoza; 6 декабря 1998, Никоя, Коста-Рика) — коста-риканский футболист, полузащитник клуба «Саприсса» и сборной Коста-Рики.

## Карьера

### Клубная
В возрасте с 5 до 17 лет находился в академии клуба «Гуанакастека». В 2016 году на юношеском турнире был замечен клубом «Мунисипаль Гресия», где и начал свою профессиональную карьеру. 2 января 2019 года Диас перешёл в «Эредиано». В составе клуба стал чемпионом клаусуры 2019.
2 июля 2019 года было объявлено о переходе Диаса в клуб MLS «Коламбус Крю» в качестве молодого назначенного игрока после открытия трансферного окна 9 июля. По сведениям The Columbus Dispatch стоимость трансфера составила 1 млн долларов. В высшей лиге США он дебютировал 17 июля в матче против «Чикаго Файр», отметившись голевой передачей после выхода на замену во втором тайме. 25 августа в матче против «Цинциннати» забил свой первый гол в MLS. 5 сентября 2023 года «Коламбус Крю» отчислил Диаса.
7 сентября 2023 года «Колорадо Рэпидз» выбрал Диаса из списка отказов. За «Рэпидз» он дебютировал 20 сентября в матче против «Сиэтл Саундерс», выйдя на замену во втором тайме. По окончании сезона 2023 срок контракта Диаса с «Колорадо Рэпидз» истёк.
27 декабря 2023 года Диас подписал однолетний контракт с «Саприссой».

### В сборной
За сборную Коста-Рики Диас дебютировал 6 сентября 2019 года в товарищеском матче со сборной Уругвая, выйдя на замену во втором тайме вместо Жоэля Кэмпбелла.
В составе сборной Коста-Рики до 23 лет принял участие в Мужском олимпийском квалификационном турнире КОНКАКАФ 2020 в марте 2021 года.
Был включён в состав сборной Коста-Рики на Золотой кубок КОНКАКАФ 2021.

## Достижения
Командные
 «Эредиано»
- Чемпион Коста-Рики: клаусура 2019

 «Коламбус Крю»
- Чемпион MLS (обладатель Кубка MLS): 2020
- Обладатель Campeones Cup: 2021